# Joe Cassar
Pour les articles homonymes, voir Cassar.
Dr. Joseph Cassar (né le 19 mai 1966 à Malte), plus connu sous le nom de Joe Cassar, est un homme politique maltais. Il a notamment été Ministre de la Santé, des soins aux personnes âgées et à la communauté.